# Roc Rodon (Arboçols)
El Roc Rodon és una muntanya de 529,6 metres del límit dels termes comunals d'Arboçols i de Marqueixanes, tots dos de la comarca del Conflent, a la Catalunya del Nord.
Es troba a l'extrem nord del terme de Marqueixanes i al sud-oest del d'Arboçols, a la zona de les Teixoneres.